# Großer Preis von Mexiko 2016
Der Große Preis von Mexiko 2016 (offiziell Formula 1 Gran Premio de México 2016) fand am 30. Oktober auf dem Autódromo Hermanos Rodríguez in Mexiko-Stadt statt und war das 19. Rennen der Formel-1-Weltmeisterschaft 2016.

## Bericht

### Hintergründe
Nach dem Großen Preis der USA führte Nico Rosberg in der Fahrerwertung mit 26 Punkten vor Lewis Hamilton und mit 104 Punkten vor Daniel Ricciardo. Somit hatten bei 75 noch zu vergebenen Punkten nur noch Rosberg und Hamilton Chancen auf den Titelgewinn, Rosberg konnte den Titel gewinnen, wenn er bei diesem Rennen mindestens 24 Punkte mehr als Hamilton erzielte. In der Konstrukteurswertung führte Mercedes uneinholbar mit 236 Punkten vor Red Bull und mit 289 Punkten vor Ferrari.
Beim Großen Preis von Mexiko stellte Pirelli den Fahrern die Reifenmischungen P Zero Medium (weiß), P Zero Soft (gelb) und  P Zero Supersoft (rot) sowie für Nässe Cinturato Intermediates (grün) und Cinturato Full-Wets (blau) zur Verfügung.
Es gab im Vergleich zum Vorjahr kleinere Veränderungen an der Strecke, in Teilen der Auslaufzone in Kurve acht und Kurve elf wurde das Gras durch Asphalt ersetzt, außerdem wurde die TecPro-Barriere in Kurve zwölf verstärkt.
Es gab zwei DRS-Zonen, die im Vergleich zum Vorjahr unverändert blieben. Die erste Zone befand sich auf der Start-Ziel-Geraden und begann genau 425 Meter hinter der letzten Kurve. 120 Meter nach Kurve drei begann die zweite DRS-Zone. Es gab für beide DRS-Zonen nur einen Messpunkt, wo der Abstand zum Vordermann ermittelt wurde; er lag am Ausgang von Kurve 15. Bei einem erfolgreichen Überholmanöver auf der Start- und Zielgeraden durfte demzufolge der dann vorausfahrende Fahrer in der zweiten Zone das DRS erneut verwenden.
Daniil Kwjat (sieben), Felipe Nasr, Rosberg (jeweils sechs), Esteban Gutiérrez, (fünf), Valtteri Bottas, Sebastian Vettel, Pascal Wehrlein (jeweils vier), Sergio Pérez, Kimi Räikkönen, Max Verstappen (jeweils drei), Fernando Alonso, Marcus Ericsson, Romain Grosjean, Kevin Magnussen, Nico Hülkenberg, Esteban Ocon und Jolyon Palmer (jeweils zwei) gingen mit Strafpunkten ins Rennwochenende.
Mit Rosberg (einmal) trat ein ehemaliger Sieger zu diesem Rennen an.
Als Rennkommissare fungierten Silvia Bellot (ESP), Garry Connelly (AUS), Jorge Rodríguez (MEX) und Danny Sullivan (USA).

### Training
Im ersten freien Training war Hamilton mit einer Rundenzeit von 1:20,914 Minuten Schnellster vor Vettel und Räikkönen. Das Training musste unterbrochen werden, nachdem Nasr einen Teil seines Frontflügels verloren hatte. Magnussen, Felipe Massa, Nasr, Pérez und Wehrlein testeten bei diesem Training erneut das Halo-System.
Im zweiten freien Training fuhr Vettel in 1:19,790 Minuten die Bestzeit vor Hamilton und Rosberg.
Verstappen war im dritten freien Training mit einer Rundenzeit von 1:19,0137 Minuten Schnellster vor Hamilton und Ricciardo.

### Qualifying
Das Qualifying bestand aus drei Teilen mit einer Nettolaufzeit von 45 Minuten. Im ersten Qualifying-Segment (Q1) hatten die Fahrer 18 Minuten Zeit, um sich für das Rennen zu qualifizieren. Alle Fahrer, die im ersten Abschnitt eine Zeit erzielten, die maximal 107 Prozent der schnellsten Rundenzeit betrug, qualifizierten sich für den Grand Prix. Die besten 16 Fahrer erreichten den nächsten Teil. Hamilton war Schnellster. Palmer nahm nicht am Qualifying teil und qualifizierte sich somit nicht für das Rennen. Da er im Training allerdings ausreichend schnell gefahren war, erhielt er von der Rennleitung die Starterlaubnis. Neben ihm schieden die Haas-Piloten, Ocon, Nasr und Kwjat aus.
Der zweite Abschnitt (Q2) dauerte 15 Minuten. Die schnellsten zehn Piloten qualifizierten sich für den dritten Teil des Qualifyings. Verstappen war Schnellster. Die Ferrari- und Mercedes-Piloten erzielten ihre schnellste Zeit auf den Soft-Reifen, durften diese also beim Start verwenden. Wehrlein, Ericsson, Magnussen, die McLaren-Fahrer und Pérez schieden aus.
Der finale Abschnitt (Q3) ging über eine Zeit von zwölf Minuten, in denen die ersten zehn Startpositionen vergeben wurden. Hamilton fuhr mit einer Rundenzeit von 1:18,704 Minuten die Bestzeit vor Rosberg und Verstappen. Es war die 59. Pole-Position für Hamilton, davon die zehnte der Saison.
Da an Grosjeans Fahrzeug nach dem Qualifying der Unterboden gewechselt wurde, musste dieser das Rennen aus der Boxengasse starten.

### Rennen
Beim Start behielt Hamilton die Führung, Rosberg und Verstappen berührten sich leicht, konnten aber weiterfahren. Im hinteren Feld kollidierte Wehrlein mit Ericsson, wodurch Wehrlein ausschied. Um die Strecke zu säubern, wurde für drei Runden das Safety-Car herausgeschickt
In Runde 13 ging Verstappen an die Box. Zwei Runden später war Massa an der Reihe, der sich vor Vettels Angriffen zu schützen versuchte. In Runde 17 kam Hamilton an die Box und kehrte an die vierte Stelle zurück, hinter Rosberg und den beiden Ferrari. In Runde 20 wechselten sowohl Rosberg als auch Räikkönen die Reifen, wodurch Vettel die Führung übernahm, vor den beiden Mercedes und den beiden Red Bull.
Vettel fuhr bis zur 33. Runde, ehe er frische Reifen aufzog. Hamilton übernahm sodann wieder die Führung vor Rosberg, den beiden Red Bull und den beiden Ferrari. Verstappen näherte sich Rosberg und versuchte erfolglos, ihn in Runde 50 zu überholen. Vier Runden zuvor hatte Ferrari die Strategie mit Räikkönen geändert und ihn für einen zweiten Stopp einberufen. Er kam auf Platz sieben hinter Hülkenberg auf die Strecke zurück.
In Runde 51 hielt Ricciardo ebenfalls zum zweiten Mal an und entschied sich für weiche Reifen. Der Australier kam auf Platz sechs zurück, hinter Hülkenberg, den er im Anschluss schnell überholen konnte.
In Runde 68 ging dann auch Räikkönen an Hülkenberg vorbei. In der gleichen Runde attackierte Vettel Verstappen: Der Niederländer schnitt die erste Kurve, blieb vor dem Deutschen und gab die Position nicht auf. Kurz darauf näherte sich Ricciardo Vettel, versuchte ihn zu überholen, jedoch drängte der Ferrari-Fahrer Riccardo von der Strecke.
Hamilton gewann das Rennen vor Rosberg. Wegen diverser Fehlverhalten wurden nach dem Rennen Verstappen fünf Sekunden und Vettel um zehn Sekunden zurückversetzt, sodass Riccardo Dritter wurde. Es war der achte Saisonsieg und der 51. Sieg für Hamilton in der Formel-1-Weltmeisterschaft, somit zog er in dieser Statistik mit Alain Prost gleich. Rosberg erzielte die 14. Podestplatzierung der Saison, Mercedes erreichte somit zum fünften Mal im Jahr 2016 einen Doppelsieg. Für Ricciardo war es die achte Podiumsplatzierung der Saison, davon die siebte in den letzten neun Rennen. Die restlichen Punkteplatzierungen erzielten Verstappen, Vettel, Räikkönen, Hülkenberg, Bottas, Massa und Pérez.
In der Fahrer- und der Konstrukteurswertung blieben die ersten drei Plätze unverändert. Hamilton konnte den Rückstand auf Rosberg auf 19 Punkten verkürzen.

## Meldeliste
| Team                          | Nr. | Fahrer            | Chassis                | Motor                       | Reifen |
| ----------------------------- | --- | ----------------- | ---------------------- | --------------------------- | ------ |
| Mercedes AMG Petronas F1 Team | 44  | Lewis Hamilton    | Mercedes F1 W07 Hybrid | Mercedes-Benz PU106C Hybrid | P      |
| Mercedes AMG Petronas F1 Team | 06  | Nico Rosberg      | Mercedes F1 W07 Hybrid | Mercedes-Benz PU106C Hybrid | P      |
| Scuderia Ferrari              | 05  | Sebastian Vettel  | Ferrari SF16-H         | Ferrari 059/5               | P      |
| Scuderia Ferrari              | 07  | Kimi Räikkönen    | Ferrari SF16-H         | Ferrari 059/5               | P      |
| Williams Martini Racing       | 19  | Felipe Massa      | Williams FW38          | Mercedes-Benz PU106C Hybrid | P      |
| Williams Martini Racing       | 77  | Valtteri Bottas   | Williams FW38          | Mercedes-Benz PU106C Hybrid | P      |
| Red Bull Racing               | 03  | Daniel Ricciardo  | Red Bull RB12          | TAG Heuer                   | P      |
| Red Bull Racing               | 33  | Max Verstappen    | Red Bull RB12          | TAG Heuer                   | P      |
| Sahara Force India F1 Team    | 27  | Nico Hülkenberg   | Force India VJM09      | Mercedes-Benz PU106C Hybrid | P      |
| Sahara Force India F1 Team    | 11  | Sergio Pérez      | Force India VJM09      | Mercedes-Benz PU106C Hybrid | P      |
| Renault Sport F1 Team         | 20  | Kevin Magnussen   | Renault R.S.16         | Renault Energy F1 2016      | P      |
| Renault Sport F1 Team         | 30  | Jolyon Palmer     | Renault R.S.16         | Renault Energy F1 2016      | P      |
| Scuderia Toro Rosso           | 26  | Daniil Kwjat      | Toro Rosso STR11       | Ferrari 059/4               | P      |
| Scuderia Toro Rosso           | 55  | Carlos Sainz jr.  | Toro Rosso STR11       | Ferrari 059/4               | P      |
| Sauber F1 Team                | 09  | Marcus Ericsson   | Sauber C35             | Ferrari 059/5               | P      |
| Sauber F1 Team                | 12  | Felipe Nasr       | Sauber C35             | Ferrari 059/5               | P      |
| McLaren Honda                 | 14  | Fernando Alonso   | McLaren MP4-31         | Honda RA616H                | P      |
| McLaren Honda                 | 22  | Jenson Button     | McLaren MP4-31         | Honda RA616H                | P      |
| Manor Racing MRT              | 94  | Pascal Wehrlein   | Manor MRT05            | Mercedes-Benz PU106C Hybrid | P      |
| Manor Racing MRT              | 31  | Esteban Ocon      | Manor MRT05            | Mercedes-Benz PU106C Hybrid | P      |
| Haas F1 Team                  | 08  | Romain Grosjean   | Haas VF-16             | Ferrari 059/5               | P      |
| Haas F1 Team                  | 21  | Esteban Gutiérrez | Haas VF-16             | Ferrari 059/5               | P      |

## Klassifikationen

### Qualifying
| Pos.                                                                      | Fahrer            | Konstrukteur         | Q1         | Q2       | Q3       | Start |
| ------------------------------------------------------------------------- | ----------------- | -------------------- | ---------- | -------- | -------- | ----- |
| 01                                                                        | Lewis Hamilton    | Mercedes             | 1:19,447   | 1:19,137 | 1:18,704 | 01    |
| 02                                                                        | Nico Rosberg      | Mercedes             | 1:19,996   | 1:19,761 | 1:18,958 | 02    |
| 03                                                                        | Max Verstappen    | Red Bull-TAG Heuer   | 1:19,874   | 1:18,972 | 1:19,054 | 03    |
| 04                                                                        | Daniel Ricciardo  | Red Bull-TAG Heuer   | 1:19,713   | 1:19,553 | 1:19,133 | 04    |
| 05                                                                        | Nico Hülkenberg   | Force India-Mercedes | 1:20,599   | 1:19,769 | 1:19,330 | 05    |
| 06                                                                        | Kimi Räikkönen    | Ferrari              | 1:19,554   | 1:19,936 | 1:19,376 | 06    |
| 07                                                                        | Sebastian Vettel  | Ferrari              | 1:19,865   | 1:19,385 | 1:19,381 | 07    |
| 08                                                                        | Valtteri Bottas   | Williams-Mercedes    | 1:20,338   | 1:19,958 | 1:19,551 | 08    |
| 09                                                                        | Felipe Massa      | Williams-Mercedes    | 1:20,423   | 1:20,151 | 1:20,032 | 09    |
| 10                                                                        | Carlos Sainz jr.  | Toro Rosso-Ferrari   | 1:20,457   | 1:20,169 | 1:20,378 | 10    |
| 11                                                                        | Fernando Alonso   | McLaren-Honda        | 1:20,552   | 1:20,282 | –        | 11    |
| 12                                                                        | Sergio Pérez      | Force India-Mercedes | 1:20,308   | 1:20,287 | –        | 12    |
| 13                                                                        | Jenson Button     | McLaren-Honda        | 1:21,333   | 1:20,673 | –        | 13    |
| 14                                                                        | Kevin Magnussen   | Renault              | 1:21,254   | 1:21,131 | –        | 14    |
| 15                                                                        | Marcus Ericsson   | Sauber-Ferrari       | 1:21,062   | 1:21,536 | –        | 15    |
| 16                                                                        | Pascal Wehrlein   | Manor-Mercedes       | 1:21,363   | 1:22,046 | –        | 16    |
| 17                                                                        | Esteban Gutiérrez | Haas-Ferrari         | 1:21,401   | –        | –        | 17    |
| 18                                                                        | Daniil Kwjat      | Toro Rosso-Ferrari   | 1:21,454   | –        | –        | 18    |
| 19                                                                        | Felipe Nasr       | Sauber-Ferrari       | 1:21,692   | –        | –        | 19    |
| 20                                                                        | Esteban Ocon      | Manor-Mercedes       | 1:21,881   | –        | –        | 20    |
| 21                                                                        | Romain Grosjean   | Haas-Ferrari         | 1:21,916   | –        | –        | Box   |
| 107-Prozent-Zeit: 1:25,008 min (bezogen auf Q1-Bestzeit von 1:19,447 min) |                   |                      |            |          |          |       |
| 22                                                                        | Jolyon Palmer     | Renault              | keine Zeit | –        | –        | 21    |

Anmerkungen
1. ↑  Grosjean musste aus der Boxengasse starten, da bei seinem Fahrzeug gegen die Parc-Fermé-Bestimmungen verstoßen wurde.
2. ↑  Obwohl er sich nicht qualifiziert hatte, durfte Palmer dennoch beim Rennen starten, da er im freien Training ausreichend schnell gewesen war.

### Rennen
| Pos. | Fahrer            | Konstrukteur         | Runden | Stopps | Zeit        | Start | Schnellste Runde |
| ---- | ----------------- | -------------------- | ------ | ------ | ----------- | ----- | ---------------- |
| 01   | Lewis Hamilton    | Mercedes             | 71     | 1      | 1:40:31,402 | 01    | 1:22,596 (66.)   |
| 02   | Nico Rosberg      | Mercedes             | 71     | 1      | + 8,354     | 02    | 1:22,792 (43.)   |
| 03   | Daniel Ricciardo  | Red Bull-TAG Heuer   | 71     | 2      | + 20,858    | 04    | 1:21,134 (53.)   |
| 04   | Max Verstappen    | Red Bull-TAG Heuer   | 71     | 1      | + 21,323    | 03    | 1:22,887 (66.)   |
| 05   | Sebastian Vettel  | Ferrari              | 71     | 1      | + 27,313    | 07    | 1:22,497 (61.)   |
| 06   | Kimi Räikkönen    | Ferrari              | 71     | 2      | + 49,376    | 06    | 1:22,512 (47.)   |
| 07   | Nico Hülkenberg   | Force India-Mercedes | 71     | 1      | + 58,891    | 05    | 1:23,288 (50.)   |
| 08   | Valtteri Bottas   | Williams-Mercedes    | 71     | 1      | + 1:05,612  | 08    | 1:23,540 (65.)   |
| 09   | Felipe Massa      | Williams-Mercedes    | 71     | 1      | + 1:16,206  | 09    | 1:23,576 (64.)   |
| 10   | Sergio Pérez      | Force India-Mercedes | 71     | 1      | + 1:16,798  | 12    | 1:23,607 (62.)   |
| 11   | Marcus Ericsson   | Sauber-Ferrari       | 70     | 1      | + 1 Runde   | 15    | 1:24,340 (65.)   |
| 12   | Jenson Button     | McLaren-Honda        | 70     | 1      | + 1 Runde   | 13    | 1:23,777 (70.)   |
| 13   | Fernando Alonso   | McLaren-Honda        | 70     | 2      | + 1 Runde   | 11    | 1:23,668 (69.)   |
| 14   | Jolyon Palmer     | Renault              | 70     | 1      | + 1 Runde   | 21    | 1:24,574 (64.)   |
| 15   | Felipe Nasr       | Sauber-Ferrari       | 70     | 1      | + 1 Runde   | 19    | 1:23,657 (58.)   |
| 16   | Carlos Sainz jr.  | Toro Rosso-Ferrari   | 70     | 1      | + 1 Runde   | 10    | 1:24,467 (52.)   |
| 17   | Kevin Magnussen   | Renault              | 70     | 2      | + 1 Runde   | 14    | 1:23,146 (53.)   |
| 18   | Daniil Kwjat      | Toro Rosso-Ferrari   | 70     | 2      | + 1 Runde   | 18    | 1:23,618 (59.)   |
| 19   | Esteban Gutiérrez | Haas-Ferrari         | 70     | 2      | + 1 Runde   | 17    | 1:23,456 (63.)   |
| 20   | Romain Grosjean   | Haas-Ferrari         | 70     | 2      | + 1 Runde   | Box   | 1:23,278 (53.)   |
| 21   | Esteban Ocon      | Manor-Mercedes       | 69     | 1      | + 2 Runden  | 20    | 1:24,964 (43.)   |
| –    | Pascal Wehrlein   | Manor-Mercedes       | 0      | 0      | DNF         | 16    | –                |

Anmerkungen
1. ↑  Verstappen erhielt nachträglich eine Fünf-Sekunden-Zeitstrafe, da er sich durch das Verlassen der Strecke einen Vorteil verschafft hatte.
2. ↑  Vettel erhielt nachträglich eine Zehn-Sekunden-Zeitstrafe, da er im Zweikampf mit Ricciardo beim Bremsen die Fahrlinie gewechselt hatte.
3. ↑  Sainz jr. erhielt eine Fünf-Sekunden-Zeitstrafe, da er Alonso von der Strecke gedrängt hatte.
4. ↑  Kwjat erhielt eine Fünf-Sekunden-Zeitstrafe, da er sich durch das Verlassen der Strecke einen Vorteil verschafft hatte.

## WM-Stände nach dem Rennen
Die ersten zehn des Rennens bekamen 25, 18, 15, 12, 10, 8, 6, 4, 2 bzw. 1 Punkt(e).

### Fahrerwertung
| Pos. | Fahrer           | Konstrukteur                            | Punkte |
| ---- | ---------------- | --------------------------------------- | ------ |
| 01   | Nico Rosberg     | Mercedes                                | 349    |
| 02   | Lewis Hamilton   | Mercedes                                | 330    |
| 03   | Daniel Ricciardo | Red Bull-TAG Heuer                      | 242    |
| 04   | Sebastian Vettel | Ferrari                                 | 187    |
| 05   | Kimi Räikkönen   | Ferrari                                 | 178    |
| 06   | Max Verstappen   | Red Bull-TAG Heuer / Toro Rosso-Ferrari | 177    |
| 07   | Sergio Pérez     | Force India-Mercedes                    | 85     |
| 08   | Valtteri Bottas  | Williams-Mercedes                       | 85     |
| 09   | Nico Hülkenberg  | Force India-Mercedes                    | 60     |
| 10   | Fernando Alonso  | McLaren-Honda                           | 52     |
| 11   | Felipe Massa     | Williams-Mercedes                       | 51     |
| 12   | Carlos Sainz jr. | Toro Rosso-Ferrari                      | 38     |

| Pos. | Fahrer            | Konstrukteur                            | Punkte |
| ---- | ----------------- | --------------------------------------- | ------ |
| 13   | Romain Grosjean   | Haas-Ferrari                            | 29     |
| 14   | Daniil Kwjat      | Toro Rosso-Ferrari / Red Bull-TAG Heuer | 25     |
| 15   | Jenson Button     | McLaren-Honda                           | 21     |
| 16   | Kevin Magnussen   | Renault                                 | 7      |
| 17   | Jolyon Palmer     | Renault                                 | 1      |
| 18   | Pascal Wehrlein   | Manor-Mercedes                          | 1      |
| 19   | Stoffel Vandoorne | McLaren-Honda                           | 1      |
| 20   | Esteban Gutiérrez | Haas-Ferrari                            | 0      |
| 21   | Marcus Ericsson   | Sauber-Ferrari                          | 0      |
| 22   | Felipe Nasr       | Sauber-Ferrari                          | 0      |
| 23   | Rio Haryanto      | Manor-Mercedes                          | 0      |
| 24   | Esteban Ocon      | Manor-Mercedes                          | 0      |

### Konstrukteurswertung
| Pos. | Konstrukteur         | Punkte |
| ---- | -------------------- | ------ |
| 1    | Mercedes             | 679    |
| 2    | Red Bull-TAG Heuer   | 427    |
| 3    | Ferrari              | 365    |
| 4    | Force India-Mercedes | 145    |
| 5    | Williams-Mercedes    | 136    |
| 6    | McLaren-Honda        | 74     |

| Pos. | Konstrukteur       | Punkte |
| ---- | ------------------ | ------ |
| 07   | Toro Rosso-Ferrari | 55     |
| 08   | Haas-Ferrari       | 29     |
| 09   | Renault            | 8      |
| 10   | Manor-Mercedes     | 1      |
| 11   | Sauber-Ferrari     | 0      |